# Fotboll vid panamerikanska spelen 2019
Fotboll vid panamerikanska spelen 2019 spelades i Lima, Peru under perioden 25 juli–9 augusti 2019.

## Medaljfördelning

### Medaljörer
| Gren                | Guld      | Silver    | Brons      |
| Damernas turnering  | Colombia  | Argentina | Costa Rica |
| Herrarnas turnering | Argentina | Honduras  | Mexiko     |

### Medaljtabell
| Pl. | Nation     | Guld | Silver | Brons | Totalt |
| --- | ---------- | ---- | ------ | ----- | ------ |
| 1   | Argentina  | 1    | 1      | 0     | 2      |
| 2   | Colombia   | 1    | 0      | 0     | 1      |
| 3   | Honduras   | 0    | 1      | 0     | 1      |
| 4   | Costa Rica | 0    | 0      | 1     | 1      |
| 4   | Mexiko     | 0    | 0      | 1     | 1      |